# 沙利文 (密蘇里州)
沙利文（英語：Sullivan）是位於美國密蘇里州克勞福德縣及富蘭克林縣的城市。

## 人口
根據2020年美國人口普查的數據，沙利文的面積為21.21平方千米，皆為陸地。當地共有人口6906人，而人口密度為每平方千米326人。